# 1561 Фріке
1561 Фріке (1561 Fricke) — астероїд головного поясу, відкритий 15 лютого 1941 року.
Тіссеранів параметр щодо Юпітера — 3,179.